# Kleszczele (plaats)
Kleszczele is een stad in het Poolse woiwodschap Podlachië, gelegen in de powiat Hajnowski. De oppervlakte bedraagt 46,71 km², het inwonertal 1473 (2005).

## Verkeer en vervoer
- Station Kleszczele